# Lasioptera asystasiae
Lasioptera asystasiae är en tvåvingeart som beskrevs av Nayar 1944. Lasioptera asystasiae ingår i släktet Lasioptera och familjen gallmyggor. Inga underarter finns listade i Catalogue of Life.